# Biceropsis maculata
Biceropsis maculata is een hooiwagen uit de familie Sclerosomatidae. De wetenschappelijke naam van Biceropsis maculata is voor het eerst geldig gepubliceerd in 1935 door Roewer.